# Lluís Sánchez Sitjà
Lluís Sánchez Sitjà   (Artesa de Lleida, 1 d'octubre de 1995) és un músic català. Va participar en el concurs de talents musical Eufòria de Televisió de Catalunya. Fou el guanyador de la tercera edició del concurs.

## Pas per Eufòria
El seu pas pel programa va incloure cançons en català i anglès, comprenent diferents gèneres musicals. Després de tretze gales, el 31 de maig de 2024 el lleidatà va ser escollit guanyador del programa. Gràcies a això es va emportar el trofeu del programa; un viatge a Miami per conèixer els estudis d'Universal Music, rebre una masterclass i gravar una cançó; un contracte discogràfic; gravar la cançó de l'estiu de TV3 i Catalunya Ràdio; participar al disc de La Marató de 3Cat 2024; i participar en el Share Festival de l'any 2025.
| Gala       | Data               | Cançó                 | Cantant original           | Llengua |
| ---------- | ------------------ | --------------------- | -------------------------- | ------- |
| Gala 1     | 1 de març de 2024  | Quan tot s'enlaira    | Txarango                   | Català  |
| Gala 2     | 8 de març de 2024  | 4 vents               | Samantha                   | Català  |
| Gala 3     | 15 de març de 2024 | Bailoteo              | The Tyets                  | Català  |
| Gala 4     | 22 de març de 2024 | Lose control          | Teddy Swims                | Anglès  |
| Gala 5     | 5 d'abril de 2024  | Wa Yeah!              | Antònia Font               | Català  |
| Gala 6     | 12 d'abril de 2024 | Baby                  | Justin Bieber              | Anglès  |
| Gala 7     | 19 d'abril de 2024 | Massstimas            | Edu Esteve                 | Català  |
| Gala 8     | 26 d'abril de 2024 | Corren                | Gossos i Macaco            | Català  |
| Gala 9     | 3 de maig de 2024  | Beautiful things      | Benson Boone               | Anglès  |
| Gala 10    | 10 de maig de 2024 | Satisfaction          | Rolling Stones             | Anglès  |
| Gala 11    | 17 de maig de 2024 | Grup de pop           | Sexenni i The Tyets        | Català  |
| Gala 11    | 17 de maig de 2024 | Shallow               | Lady Gaga i Bradley Cooper | Anglès  |
| Gala 12    | 24 de maig de 2024 | Que esclati tot       | Siderland                  | Català  |
| Gala 12    | 24 de maig de 2024 | This Is The Last Time | Keane                      | Anglès  |
| Gala final | 31 de maig de 2024 | Que boig el món       | Lax'n'Busto                | Català  |
| Gala final | 31 de maig de 2024 | Wrecking ball         | Miley Cyrus                | Anglès  |